# Maddison Keeney
Maddison Keeney (Sídney, 23 de mayo de 1996) es una deportista australiana que compite en saltos de trampolín.
Participó en dos Juegos Olímpicos de Verano, obteniendo dos medallas, bronce en Río de Janeiro 2016, en la prueba sincronizada (junto con Anabelle Smith), y plata en París 2024, en la prueba individual.
Ganó diez medallas en el Campeonato Mundial de Natación entre los años 2017 y 2025.

## Palmarés internacional
| Juegos Olímpicos   | Juegos Olímpicos        | Juegos Olímpicos  | Juegos Olímpicos           |
| Año                | Lugar                   | Medalla           | Prueba                     |
| ------------------ | ----------------------- | ----------------- | -------------------------- |
| 2016               | Río de Janeiro (Brasil) | Medalla de bronce | Trampolín 3 m sincro       |
| 2024               | París (Francia)         | Medalla de plata  | Trampolín 3 m              |
| Campeonato Mundial |                         |                   |                            |
| Año                | Lugar                   | Medalla           | Prueba                     |
| 2017               | Budapest (Hungría)      | Medalla de oro    | Trampolín 1 m              |
| 2019               | Gwangju (Corea del Sur) | Medalla de oro    | Trampolín 3 m sincro mixto |
| 2019               | Gwangju (Corea del Sur) | Medalla de bronce | Trampolín 3 m              |
| 2022               | Budapest (Hungría)      | Medalla de bronce | Trampolín 3 m sincro       |
| 2023               | Fukuoka (Japón)         | Medalla de plata  | Trampolín 3 m sincro mixto |
| 2024               | Doha (Catar)            | Medalla de oro    | Trampolín 3 m sincro mixto |
| 2024               | Doha (Catar)            | Medalla de plata  | Trampolín 3 m sincro       |
| 2024               | Doha (Catar)            | Medalla de bronce | Equipo mixto               |
| 2025               | Singapur (Singapur)     | Medalla de oro    | Trampolín 1 m              |
| 2025               | Singapur (Singapur)     | Medalla de plata  | Trampolín 3 m sincro       |